# چاکوالای مونسرات
چاکوالای مونسرات (نام علمی: Sauromalus slevini) نام یک گونه از سرده چاکوالا است.